# Fernando Nobre

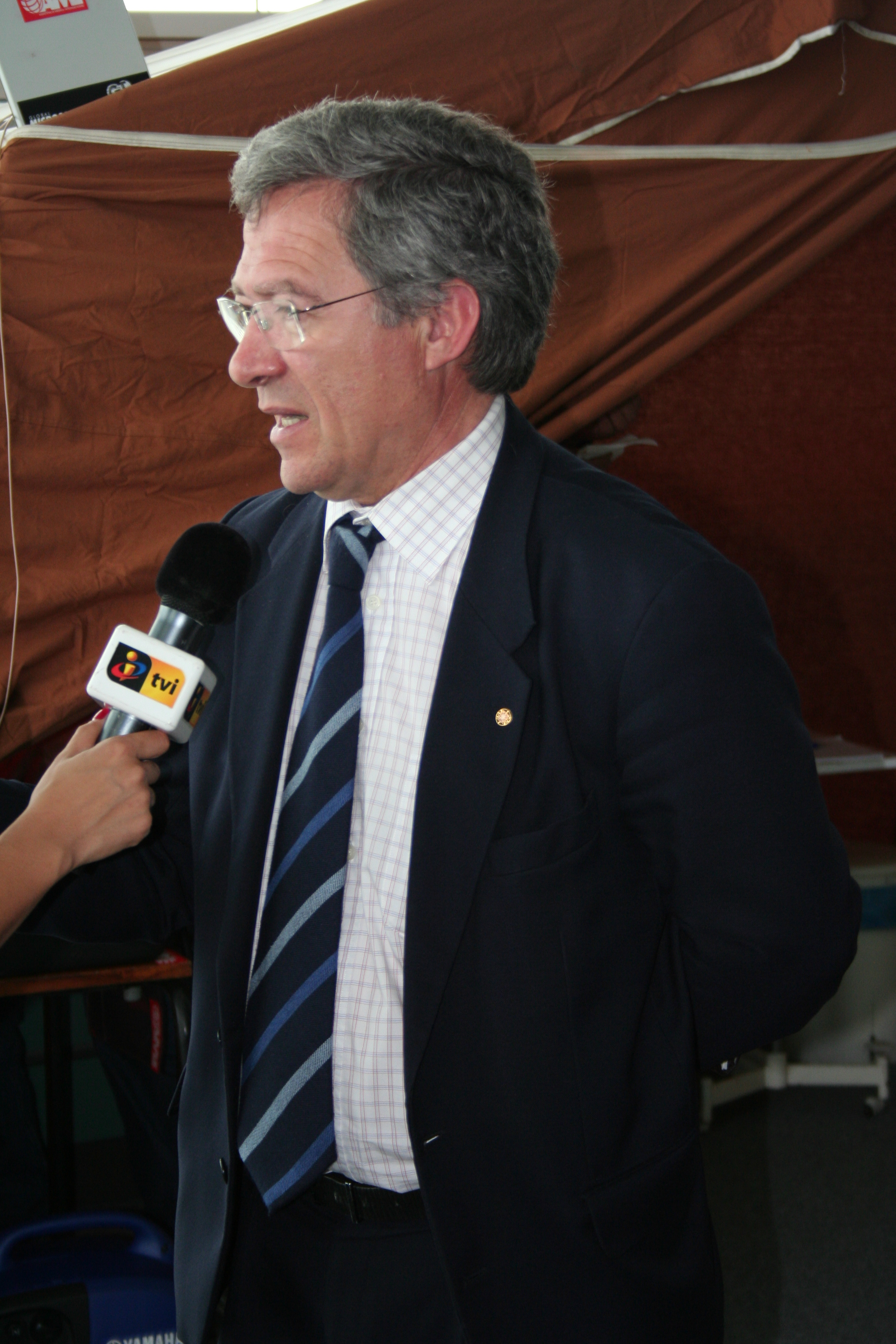
Fernando Nobre (2008)

Fernando José de La Vieter Ribeiro Nobre (* 16. Dezember 1951 in Luanda, Angola) ist ein portugiesischer Arzt, Politiker, Autor und Aktivist. Er ist insbesondere als Gründer der Hilfsorganisation Assistência Médica Internacional (AMI) und auch als Präsidentschaftskandidat 2011 bekannt geworden. Im humanitären Dienst war er in über 180 Ländern tätig.

## Leben
Nobre wurde 1951 in der damaligen portugiesischen Kolonie Angola geboren. 1964 ging er mit seiner Familie in die 1960 von Belgien unabhängig gewordene Republik Kongo.
1967 ging er nach Brüssel, wo er an der Freien Universität Brüssel Medizin studierte, mit Spezialisierungen auf Chirurgie und Urologie. Nach seiner Promotion arbeitete er am Universitätskrankenhaus Brüssel sowohl in der Chirurgie als auch in der Urologie.
In den 1970er Jahren engagierte er sich verstärkt in humanitären Hilfsorganisationen (siehe unten, Kapitel Humanitäres Engagement). 1985 übersiedelte er nach Portugal und gründete dort mit der AMI eine eigene Organisation.
In den 2000er Jahren erschien eine Reihe seiner Bücher, sowohl über seine Erfahrungen als Nothelfer und Menschenrechtler, als auch Erzählungen, insbesondere für Kinder.
In der Politik engagierte sich Nobre ab etwa 2002. Nach seiner gescheiterten Präsidentschaftskandidatur 2011 zog er sich dann wieder ganz aus der Politik zurück (siehe unten, Kapitel Politisches Engagement).
Bei den Befragungen in der Bevölkerung im Vorfeld der Fernsehumfrage Os Grandes Portugueses 2007 kam Fernando Nobre auf die Liste der 100 meistgenannten bedeutenden Portugiesen. Bei der folgenden Abstimmung im Rahmen der Fernsehsendung des öffentlich-rechtlichen Senders RTP kam Nobre auf den 15. Platz der „Besten Portugiesen“, was den fünften Platz unter den lebenden Portugiesen darstellte.
Sein makelloser Ruf erhielt erst nach seinem politischen Engagement und dem späteren Bekanntwerden seiner als zu hoch kritisierten Bezüge als AMI-Präsident 2011 vorübergehend einige Flecken.
In einem Interview des portugiesischen Fernsehsenders SIC erklärte Nobre 2012, er sei einige Zeit nach seinem 50. Geburtstag der Freimaurerloge Loja do Oriente Lusitano (seit 1985 Mitgliedsloge der Centre of Liaison and Information of Masonic Powers Signatories of Strasbourg Appeal) beigetreten. Er sei dort zwar nicht sehr aktiv, glaube aber, dass Mitglieder sich zur Freimaurerei bekennen sollten.
Er ist seit 1985 in zweiter Ehe mit Luísa Nemésio, der Enkelin des Schriftstellers Vitorino Nemésio, verheiratet, das Paar hat zwei Töchter. Aus seiner ersten Ehe mit der Belgierin Danièle Focquet hat Nobre eine Tochter und einen Sohn.

## Humanitäres Engagement
Ab 1977 engagierte sich Nobre bei den belgischen und französischen Ärzten ohne Grenzen, für die er leitend tätig wurde und eine Vielzahl Einsätze in den verschiedensten Krisengebieten bestritt. Unter dem Eindruck seiner Erfahrungen gründete er 1984 die Hilfsorganisation Assistência Médica Internacional (AMI), um das Potential der portugiesischen Ärzte und Gesellschaft für die internationale Hilfe stärker zu mobilisieren und seine bisherigen Erfahrungen in weiteren Regionen anzuwenden, insbesondere den portugiesischsprachigen Staaten Afrikas.
1985 übersiedelte Nobre ganz nach Portugal, der Heimat seines Vaters, wo er seit seinem ersten Besuch 1975 persönliche Verbindungen ausbildete und mit seiner humanitären Arbeit in der AMI begann. Sein Engagement mit der AMI führte ihn in über 250 Einsätzen seither in 77 weitere Länder mit humanitären Notlagen in Kriegs- und Krisengebieten auf allen fünf Kontinenten.
Am 10. Juni 1991 erhielt er den Orden für Verdienst im Großoffiziersrang. Es folgten eine Reihe weiterer Auszeichnungen in verschiedenen Ländern Afrikas, Europas und des Nahen Ostens. Zu seinen menschlich schwierigsten Einsätzen zählt Nobre den AMI-Einsatz beim erschütternden Völkermord in Ruanda 1994 und den Anblick fast vollständig verbrannter, lebender Kinder während der Bombenangriffe im Ersten Golfkrieg im Irak, wenngleich er persönlich stärker bedroht war bei Situationen wie einem Einsatz zwischen unkontrollierten Milizen im rechtlosen Somalia 1992, in einem anhaltenden Bombardement in Beirut oder bei einem Gefängnisaufenthalt in Teheran während der blutigen innenpolitischen Krise im Iran 1981.

## Politisches Engagement
Nobre hielt sich stets fern von der Politik, vor der ihn sein Vater stets als irreführend und gefährlich gewarnt hatte. Ab etwa 2000 mischte er sich dann doch zunehmend in das politische Tagesgeschehen. So unterstützte er den rechtsliberalen PSD-Kandidaten José Manuel Barroso bei der Parlamentswahl 2002, zeigte sich später jedoch tief enttäuscht von dessen Amtszeit. 2006 unterstützte er den sozialistischen Präsidentschaftskandidaten Mário Soares und zur Europawahl 2009 das Programm der linken Partei Bloco de Esquerda mit ihrem Spitzenkandidaten Miguel Portas.
Seine Unterstützung sehr verschiedener Vertreter der portugiesischen Parteienlandschaft war die Folge seiner Auswahl von Personen, die er jeweils für besonders integer und progressiv hielt.
2010 ließ er sich schließlich selbst als Kandidat zur Präsidentschaftswahl in Portugal 2011 aufstellen. Diese ungewöhnliche Kandidatur, gemeint als ein unvorbelasteter Aufbruch zu einer am Gemeinwohl orientierten Politik, sollte mithelfen, Portugal aus der tiefen Krise zu führen, in der sich das Land in Folge der Eurokrise befand. Während einige Beobachter die Kandidatur wegen Nobres fehlender politischer Erfahrung und Verankerung und einer Überschätzung der Handlungsmöglichkeiten des Staatspräsidenten als naiv kritisierten, begeisterten sich andere für das Engagement des als überparteilich und unzweifelhaft integer geltenden Kandidaten.
Seine Kandidatur wurde auch von einigen Prominenten unterstützt, darunter von Musikern wie Rui Veloso und Luís Represas, die eine Wahlkampfhymne für ihn schufen.
Als parteiloser unabhängiger Kandidat erreichte Nobre zwar einerseits respektable 14 %, war jedoch andererseits enttäuscht darüber, dass die Öffentlichkeit zwar mit Nachdruck nach einem Neuanfang und einem grundlegenden Politikwechsel verlangte, doch am Ende wieder nur dieselben Vertreter wählte und so alles beim Alten blieb. Auch die von bekannten Persönlichkeiten innerhalb und außerhalb der Politik öffentlich bekundete Unterstützung sei tatsächlich aber im entscheidenden Moment ausgeblieben, also nicht ehrlich gemeint und doch den herrschenden Verhältnissen verpflichtet geblieben.
Auf Drängen des späteren Ministerpräsidenten Pedro Passos Coelho kandidierte Nobre dann bei der Parlamentswahl in Portugal 2011 als unabhängiger Kandidat für die PSD-Liste im Wahlkreis Lissabon und zog am 20. Juni 2011 als Abgeordneter in das Portugiesische Parlament ein, als weiterhin unabhängiges Mitglied der PSD-Fraktion. Bei der folgenden Wahl zum Parlamentspräsidenten stellte ihn die PSD auf, jedoch wurde er nicht gewählt. Am 1. Juli 2011 gab Nobre sein Mandat auf und zog sich endgültig aus der Politik zurück.

## Auszeichnungen (Auswahl)
- Ehrendoktor der medizinischen Fakultät der Universität Lissabon
- Orden für Verdienst im Großoffiziersrang (1991)
- Ritter der Ehrenlegion (Frankreich)
- Ritter des Ordre national du Lion (Nationalorden des Löwen des Senegals)
- Ritter des Ordens unserer lieben Frau von Vila Viçosa des portugiesischen Königshauses
- Großkreuz des Diözeseordens von São Tomé und Príncipe (Ordem Diocesana de S. Tomé)
- Ehrenplakette der Präsidentschaft der Republik Libanon
- Botschafter des Guten Willens der Insel Gorée (Senegal)
- Ehrenbürger der Städte Cascais, Portimão und Vila Nova de Gaia

## Veröffentlichungen (Auswahl)
- Histórias que Contei aos meus Filhos. Oficina do Livro, Alfragide 2008 (ISBN 978-989-5553-97-6)
- Humanidade – Despertar para a cidadania global solidária. Temas&Debates, Lissabon 2009 (ISBN 978-989-6440-80-0)
- Viagens Contra a Indiferença – Histórias e Diários de Missão. Temas&Debates, Lissabon 2009 (ISBN 978-972-7597-64-2)
- Gritos Contra a Indiferença. Temas&Debates, Lissabon 2010 (ISBN 978-989-6441-04-3)
- Um Conto de Natal. Oficina do Livro, Alfragide 2011 (ISBN 978-989-5558-16-2)
- Renato Epifânio: Fernando Nobre – Diário de uma Campanha. Editora Zéfiro, Sintra 2011 (ISBN 978-989-6770-58-7)